# Levichelifer cribratus
Levichelifer cribratus är en spindeldjursart som först beskrevs av Chamberlin 1949.  Levichelifer cribratus ingår i släktet Levichelifer och familjen tvåögonklokrypare. Inga underarter finns listade i Catalogue of Life.